# Thörlerbahn
| Streckenlänge: | 22,7 km                 |                                   |                               |
| Spurweite: | 760 mm (Bosnische Spur) |                                   |                               |
| |                         |                                   |                               |
| \| \| 0,0 \| Kapfenberg \| 509 m ü. A. \| \| \| \| (Übergang zur Südbahn) \| \| \| \| 0,5 \| Kapfenberg Landesbahn \| Kapfenberg Landesbahn \| \| \| 2,8 \| Winkl \| Winkl \| \| \| 3,9 \| Einöd \| 537 m ü. A. \| \| \| 5,5 \| Hansenhütte \| 551 m ü. A. \| \| \| 10,0 \| Margarethenhütte \| 616 m ü. A. \| \| \| 11,4 \| Thörl \| 630 m ü. A. \| \| \| 11,5 \| Thörler Tunnel 8,8 Meter \| Thörler Tunnel 8,8 Meter \| \| \| 12,6 \| Aflenz zuletzt in Thörl umbenannt \| 642 m ü. A. \| \| \| 13,4 \| Wappensteinhammer \| 646 m ü. A. \| \| \| 15,2 \| Mitterberg \| Mitterberg \| \| \| 17,3 \| Hinterberg \| 686 m ü. A. \| \| \| 19,8 \| Seebach-Turnau \| 715 m ü. A. \| \| \| 22,7 \| Au-Seewiesen 1964 eingestellt \| Au-Seewiesen 1964 eingestellt \| |                         |                                   |                               |
| Kopfbahnhof Streckenanfang (Strecke außer Betrieb) | 0,0                     | Kapfenberg                        | 509 m ü. A.                   |
| Strecke (außer Betrieb) |                         | (Übergang zur Südbahn)            | (Übergang zur Südbahn)        |
| Bahnhof (Strecke außer Betrieb) | 0,5                     | Kapfenberg Landesbahn             | Kapfenberg Landesbahn         |
| Haltepunkt / Haltestelle (Strecke außer Betrieb) | 2,8                     | Winkl                             | Winkl                         |
| Haltepunkt / Haltestelle (Strecke außer Betrieb) | 3,9                     | Einöd                             | 537 m ü. A.                   |
| Haltepunkt / Haltestelle (Strecke außer Betrieb) | 5,5                     | Hansenhütte                       | 551 m ü. A.                   |
| Bahnhof (Strecke außer Betrieb) | 10,0                    | Margarethenhütte                  | 616 m ü. A.                   |
| Bahnhof (Strecke außer Betrieb) | 11,4                    | Thörl                             | 630 m ü. A.                   |
| Tunnel (Strecke außer Betrieb) | 11,5                    | Thörler Tunnel 8,8 Meter          | Thörler Tunnel 8,8 Meter      |
| Bahnhof (Strecke außer Betrieb) | 12,6                    | Aflenz zuletzt in Thörl umbenannt | 642 m ü. A.                   |
| Haltepunkt / Haltestelle (Strecke außer Betrieb) | 13,4                    | Wappensteinhammer                 | 646 m ü. A.                   |
| Haltepunkt / Haltestelle (Strecke außer Betrieb) | 15,2                    | Mitterberg                        | Mitterberg                    |
| Haltepunkt / Haltestelle (Strecke außer Betrieb) | 17,3                    | Hinterberg                        | 686 m ü. A.                   |
| Bahnhof (Strecke außer Betrieb) | 19,8                    | Seebach-Turnau                    | 715 m ü. A.                   |
| Kopfbahnhof Streckenende (Strecke außer Betrieb) | 22,7                    | Au-Seewiesen 1964 eingestellt     | Au-Seewiesen 1964 eingestellt |

Die Thörlerbahn, im amtlichen Sprachgebrauch Lokalbahn Kapfenberg–Au-Seewiesen, war eine von den Steiermärkischen Landesbahnen betriebene Schmalspurbahn mit 760 mm Spurweite. Sie verband die Region um Aflenz in der Obersteiermark mit der Südbahn bei Kapfenberg.

## Geschichte

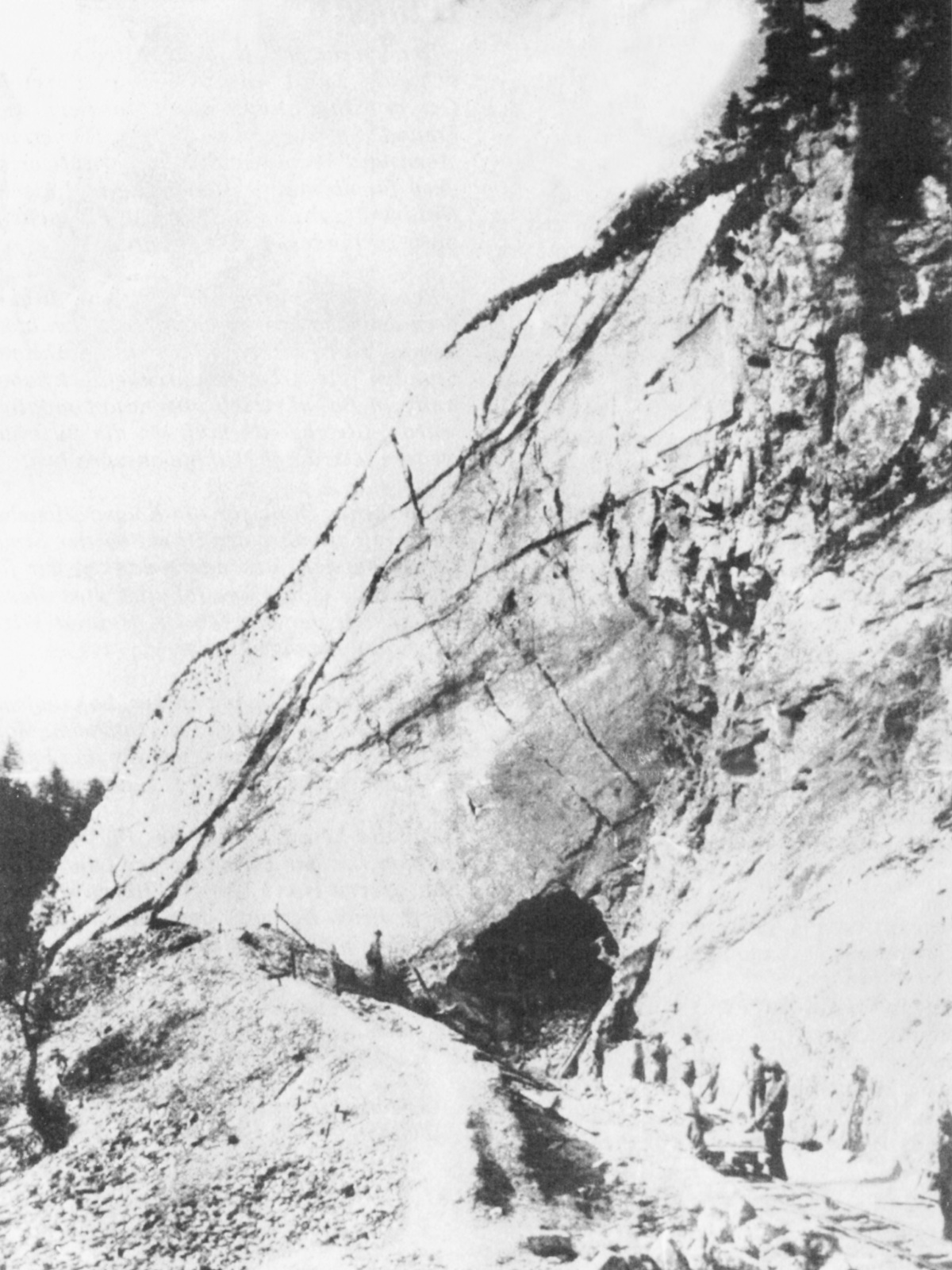
Bau des kurzen Tunnels bei Thörl, August 1893

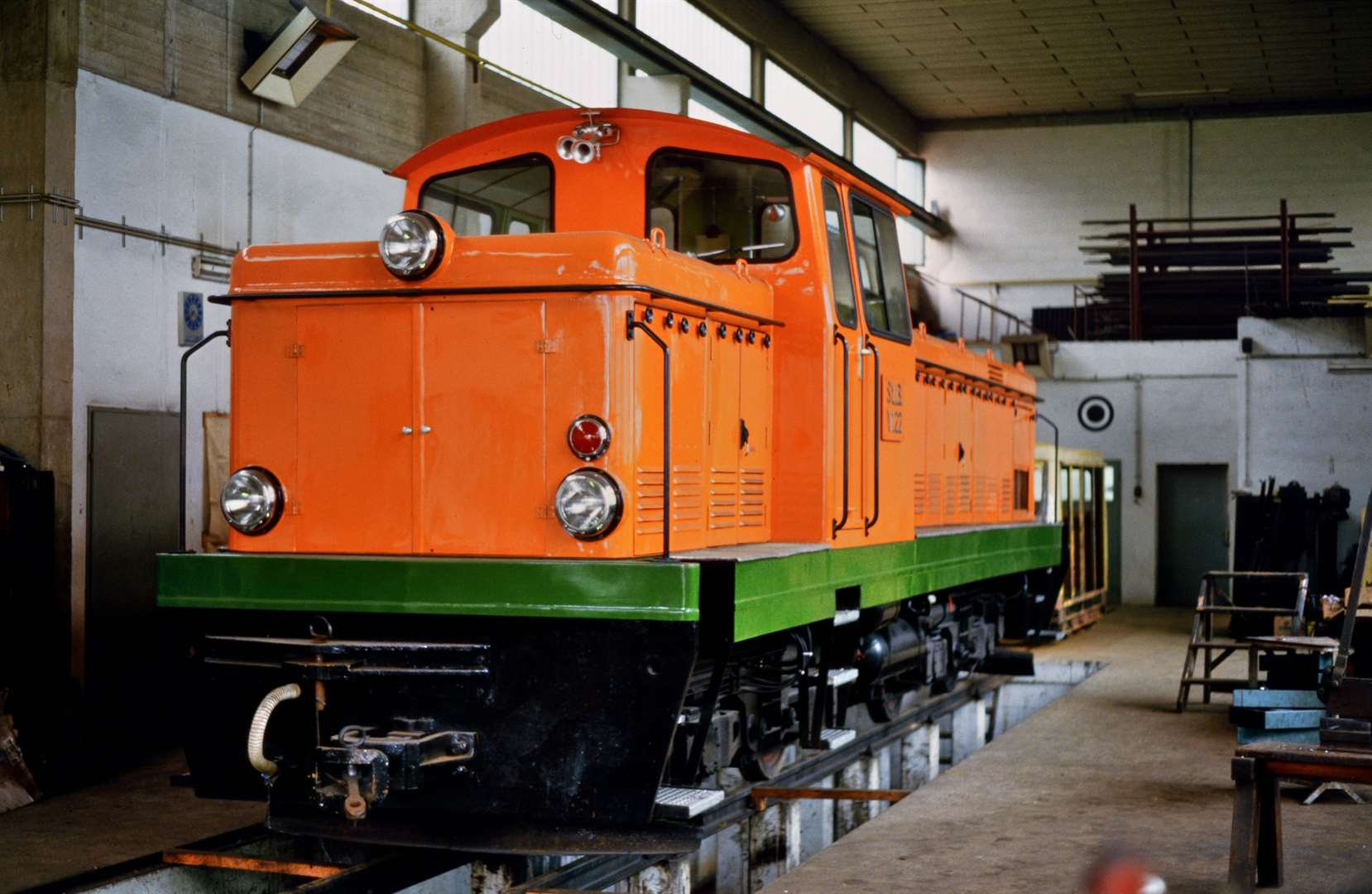
VL 22, eine modernisierte JŽ 740, ab 1984 auf der Thörlerbahn, in der Werkstätte Murau (1984)

Ursprünglich als Teilstück einer projektierten Bahnverbindung vom Mürztal nach Mariazell geplant, wurde die Schmalspurbahn am 8. Dezember 1893 durch das Steiermärkische Landeseisenbahnamt feierlich eröffnet (Konzessionsurkunde vom 15. September 1892, RGBl. Nr. 182). Den Betrieb führte bis 30. Juni 1922 die k.k. privilegierte Südbahn-Gesellschaft, deren Walzwerk in Graz auch die Schienen für die Bahn lieferte, ab 1. Juli 1922 die Steiermärkischen Landesbahnen im Eigenbetrieb.
Die Bahn brachte der Region vor allem durch den Güterverkehr wirtschaftlichen Aufschwung, besonders die Eisenindustrie profitierte von dem damals innovativen Transportmittel. Im Personenverkehr erlangte die Verbindung nie große Bedeutung, da die größeren Orte wie Aflenz oder Turnau abseits der Strecke lagen und die weitere Verbindung zur Mariazellerbahn nie verwirklicht wurde.
Ab 1933 setzten die Steiermärkischen Landesbahnen von Austro-Daimler gebaute Benzintriebwagen (Schienenbusse) der Reihe VT/s auf der Strecke ein. Die vierachsigen, mit zwei je 80 PS starken Motoren ausgestatteten Triebwagen besaßen erstmals hydraulische Kraftübertragung und Luftfederung. Der Leichtbau-Wagenkasten und die Benzinmotoren hielten dem rauen Eisenbahnbetrieb auf Dauer jedoch nicht stand. Spätestens zu Beginn des Zweiten Weltkrieges wurden die Fahrzeuge aufgrund von Schäden und Treibstoffmangels abgestellt.
Am 16. März 1959 wurde der Personenverkehr auf der Gesamtstrecke eingestellt. Der Streckenabschnitt von Seebach-Turnau nach Au-Seewiesen (Baulänge: 2,735 km) wurde gemäß Erlass des Bundesministeriums für Verkehr und Elektrizitätswirtschaft vom 28. Dezember 1964, Zahl R/1517/36-63, betreffend die dauernde und gänzliche Einstellung des Gesamtverkehrs, mit Wirksamkeit vom 31. Dezember 1964, 24 Uhr, eingestellt, der Oberbau in den Jahren danach komplett abgetragen.
Der Güterverkehr für die Eisenindustrie bis Thörl entwickelte sich hingegen positiv, der Betrieb wurde in den 1960er-Jahren auf Dieseltraktion umgestellt, moderne Güterwagen beschafft, der Oberbau an die gestiegenen Lasten angepasst und zuletzt Anfang der 1990er-Jahre am Kapfenberger Landesbahnhof noch ein modernes Remisen- und Werkstättengebäude errichtet.
Der Abschnitt von Aflenz nach Seebach-Turnau, der nur noch sporadisch zum Holztransport diente, wurde Ende 1990 eingestellt. Der Verein Thörlerbahn hatte es sich zur Aufgabe gemacht, den Streckenabschnitt vor der Abtragung zu bewahren. Er nahm 1991 einen Nostalgiezug-Probebetrieb mit geliehenen Fahrzeugen auf. Dieses Angebot wurde durchwegs positiv angenommen, so dass in den folgenden Jahren ein zunächst vielversprechendes Museumsbahn-Projekt aufgebaut werden konnte: Personenwagen wurden nach historischem Vorbild auf Güterwagen-Fahrgestellen aufgebaut und die letzte Originaldampflokomotive No. 6 THÖRL, zugleich die letzte existierende Maschine einer mit der Reihe Z eng verwandten Reihe, konnte vom Club 760 angemietet und reaktiviert werden.
Eine Bankpleite führte jedoch 1995 die lokale Eisenindustrie in den Konkurs, so dass sich die Landesbahnen nach Wegfall des größten (und praktisch einzigen) Frachtkunden gezwungen sahen, den Betrieb zu beenden. Bis Saisonende 1998 durfte der Verein noch die Schienen nutzen, eine vollständige Übernahme der 20 km langen Strecke war jedoch aus finanziellen Gründen nicht möglich. Mangels Unterstützung in der Region, hier wurde eher die Nutzung der Bahntrasse als Radweg und zur Verbreiterung der Bundesstraße begrüßt, meldete der Verein nach Ausfall der Saison 1999 Konkurs an. Die Fahrzeuge wurden verkauft oder an ihre Eigentümer zurückgegeben. Am 31. Oktober 1999 befuhr eine Draisine letztmals die Thörlerbahn. Der Zug bestand aus der Draisine X616.912 und dem Waggon AC 68, sowie aus einigen Güterwagen, die bei der Rückfahrt mitgenommen wurden.
In den Jahren 2003 und 2004 wurden die Gleise abgetragen und, wie schon zuvor angedacht, ein Bahntrassenradweg errichtet.
Das Aufnahmsgebäude sowie das Gütermagazin des Bahnhofes Thörl stehen unter Denkmalschutz.

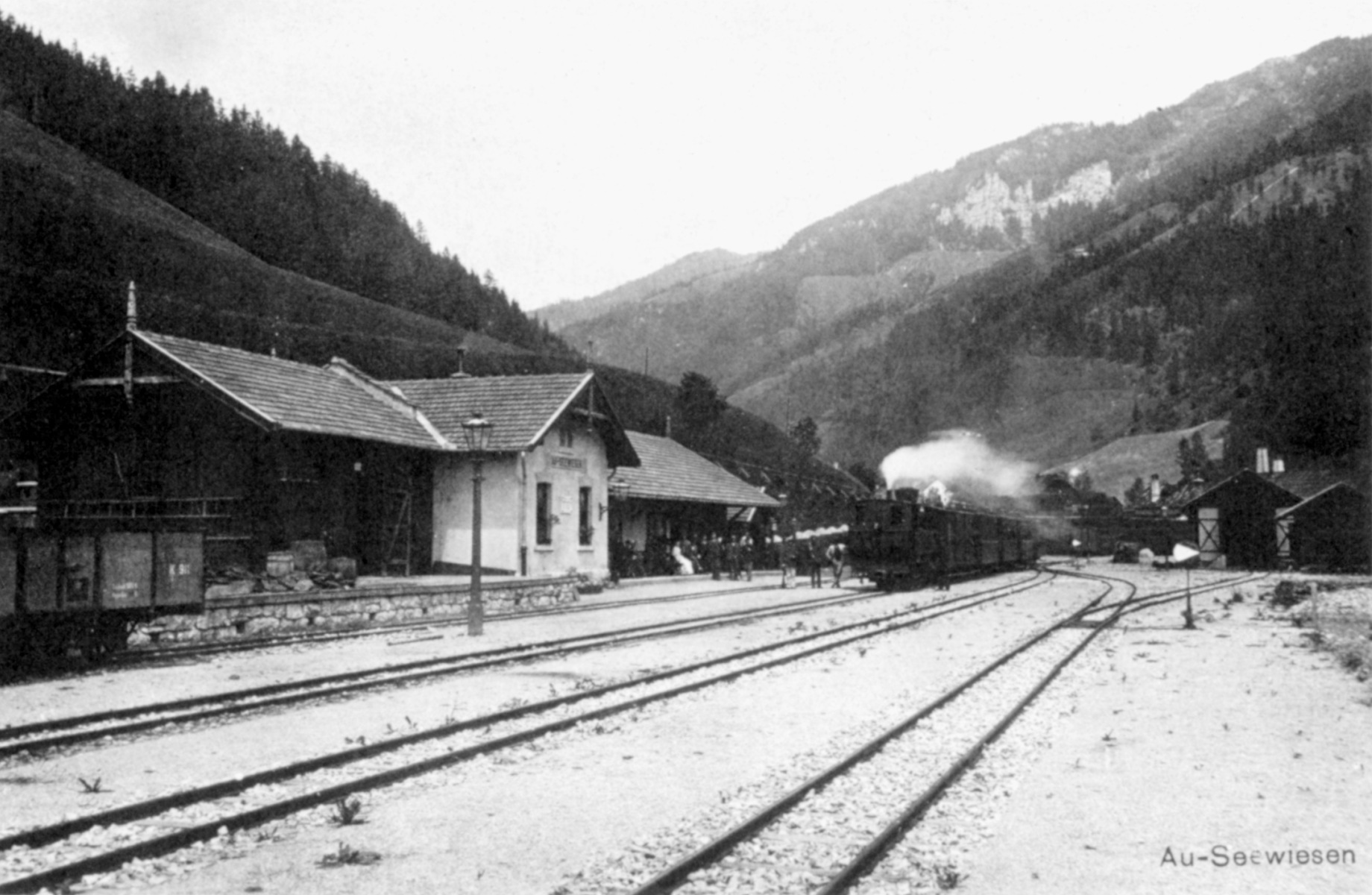
Bahnhof Au-Seewiesen, um 1900
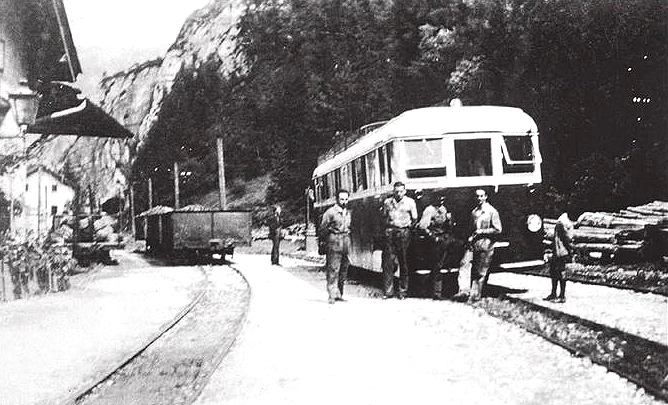
Austro-Daimler Benzintriebwagen VT/s (ca. 1933)
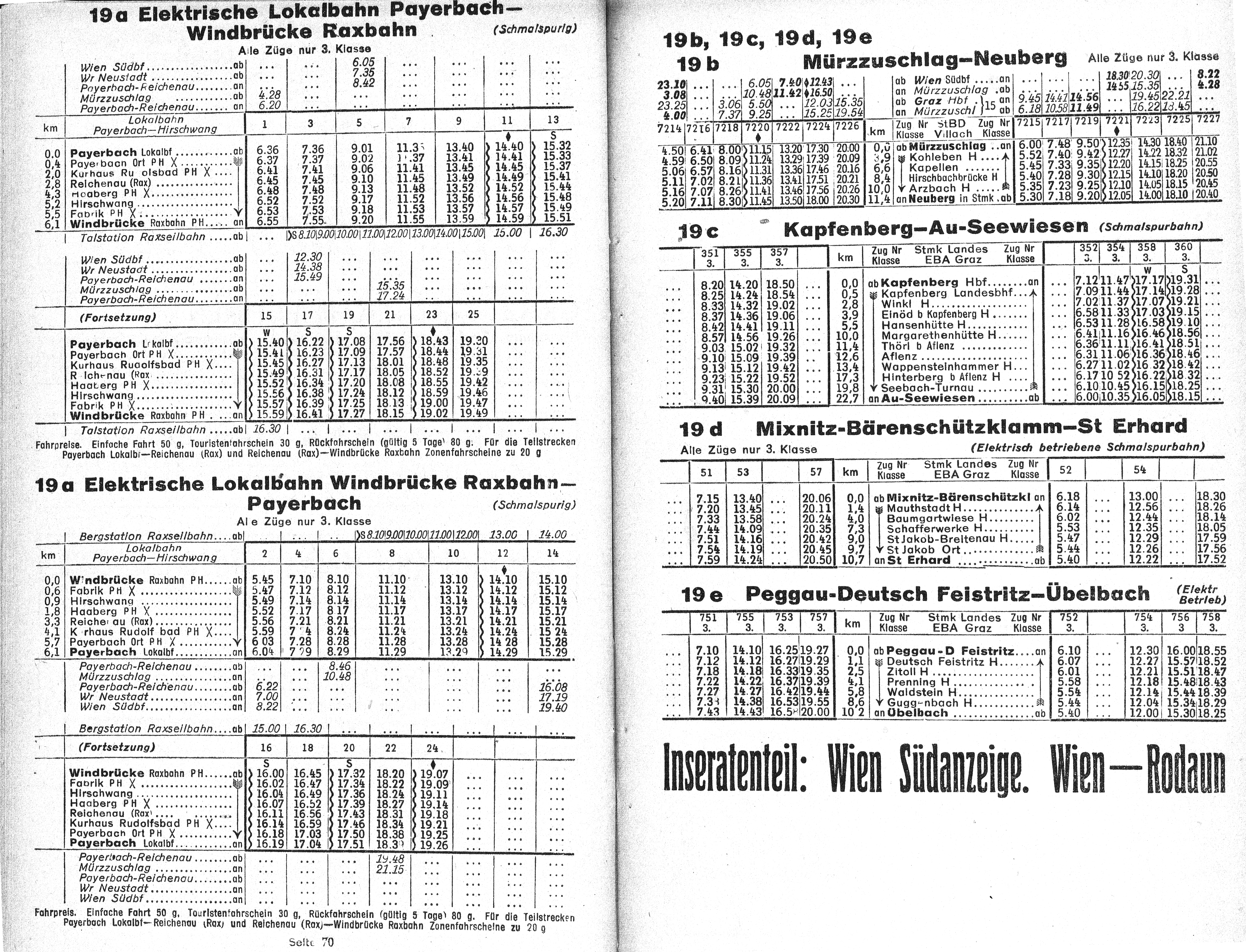
Fahrplan der Thörlerbahn (1946/1947)
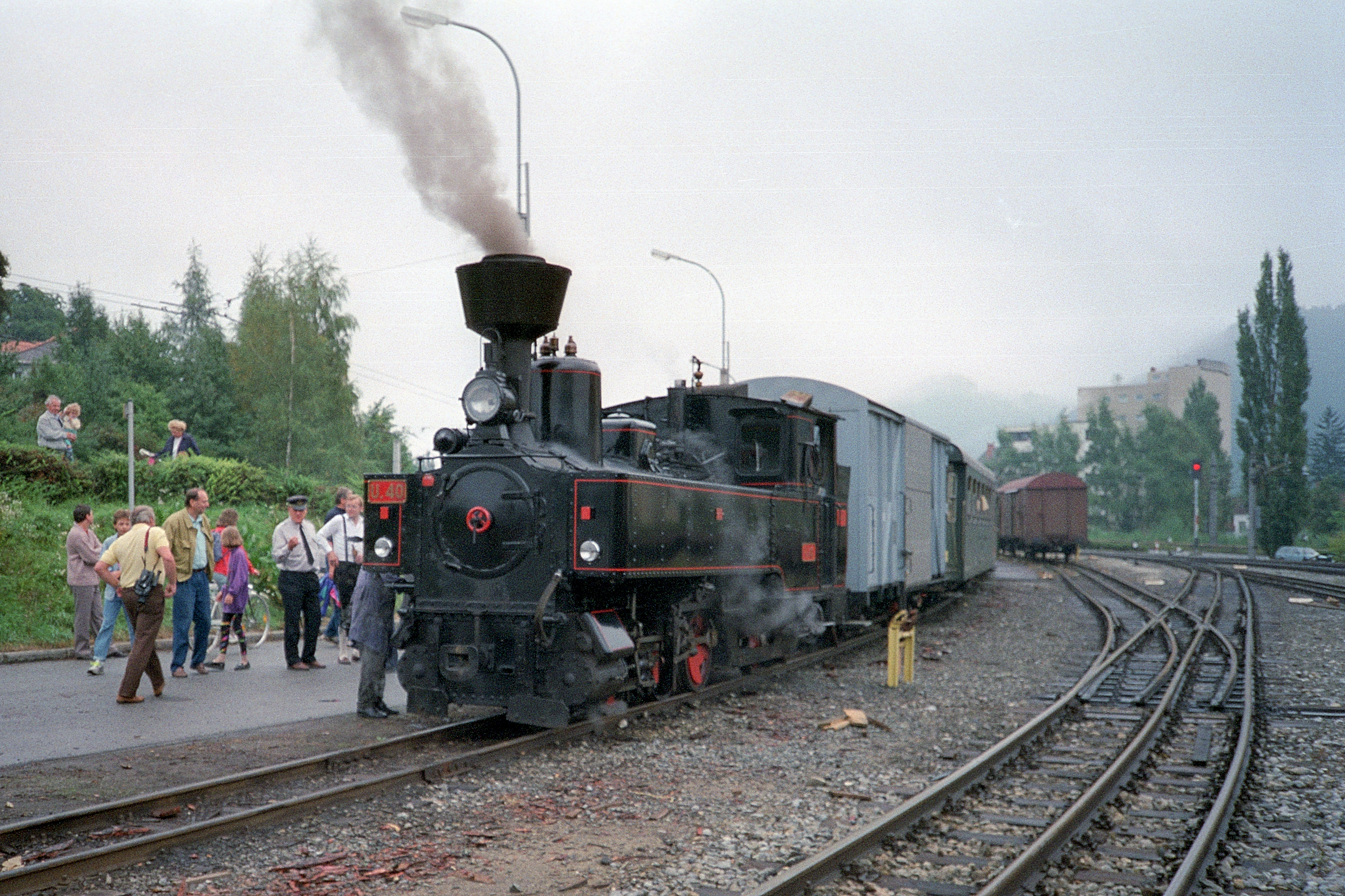
Einer der ersten Dampfbummelzüge im Kapfenberger Landesbahnhof (1991)
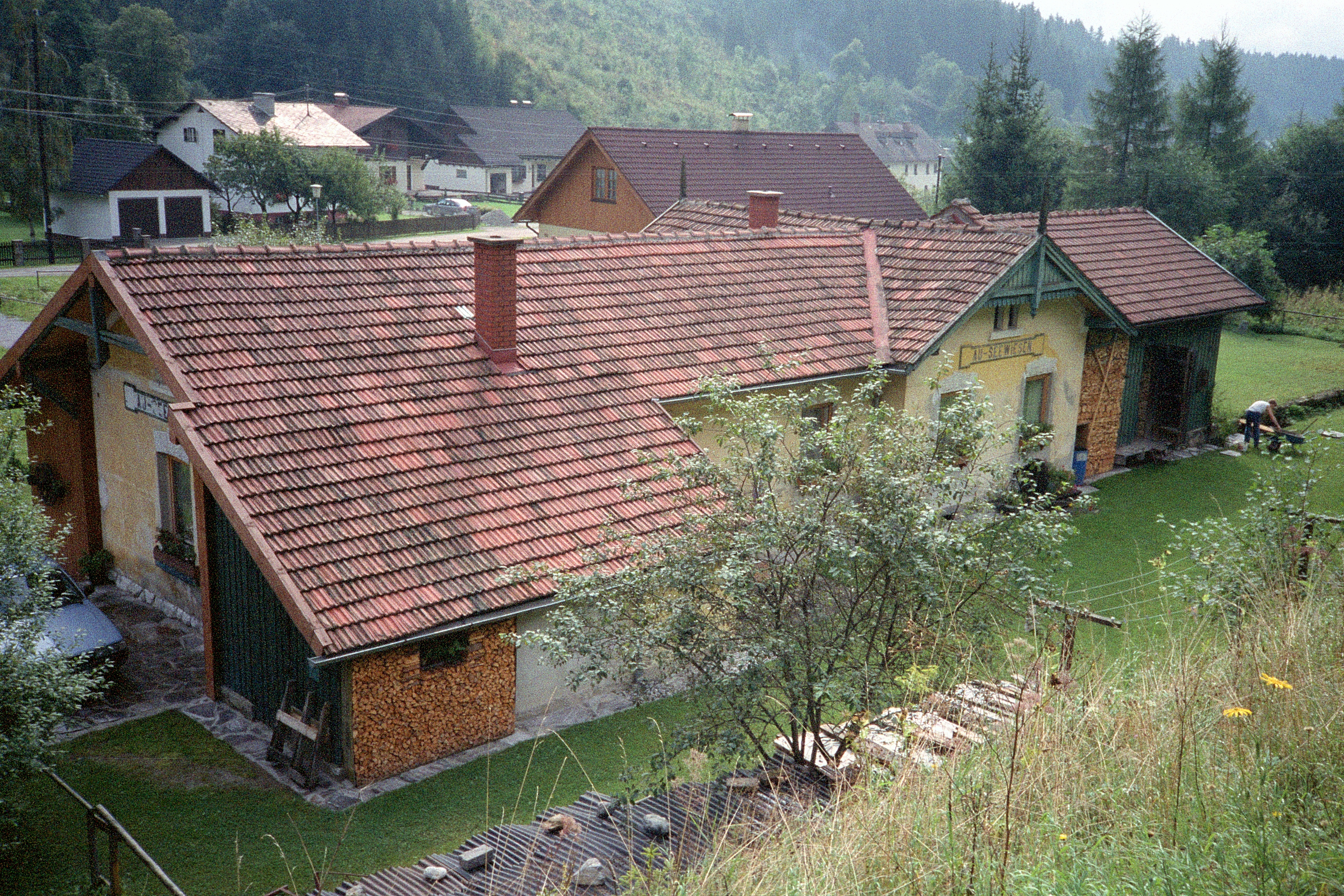
Ehemaliges Bahnhofsgebäude von Au-Seewiesen (1991)
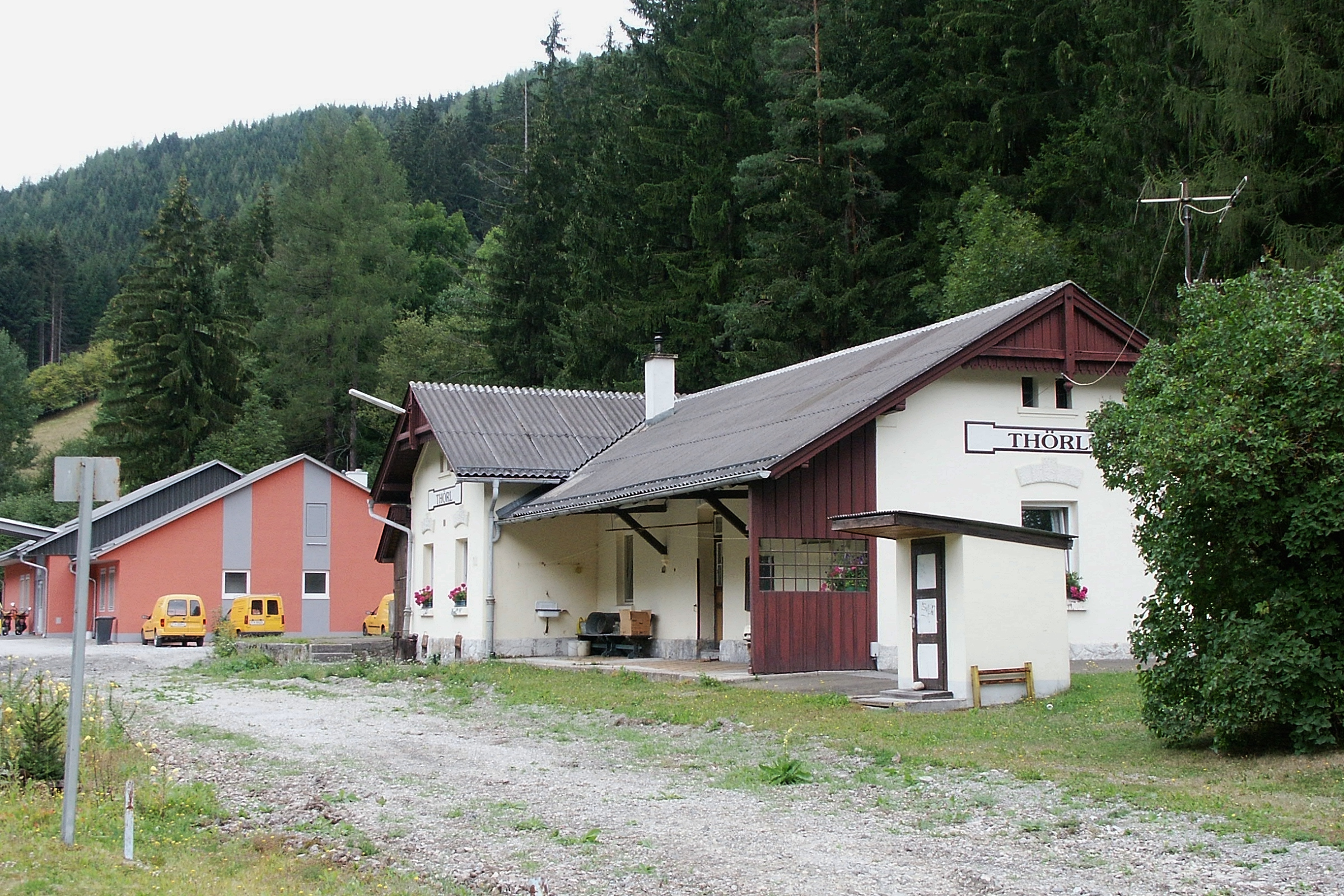
Bahnhof Thörl (vormals Aflenz) nach Abtragung der Gleise (Aug. 2003)
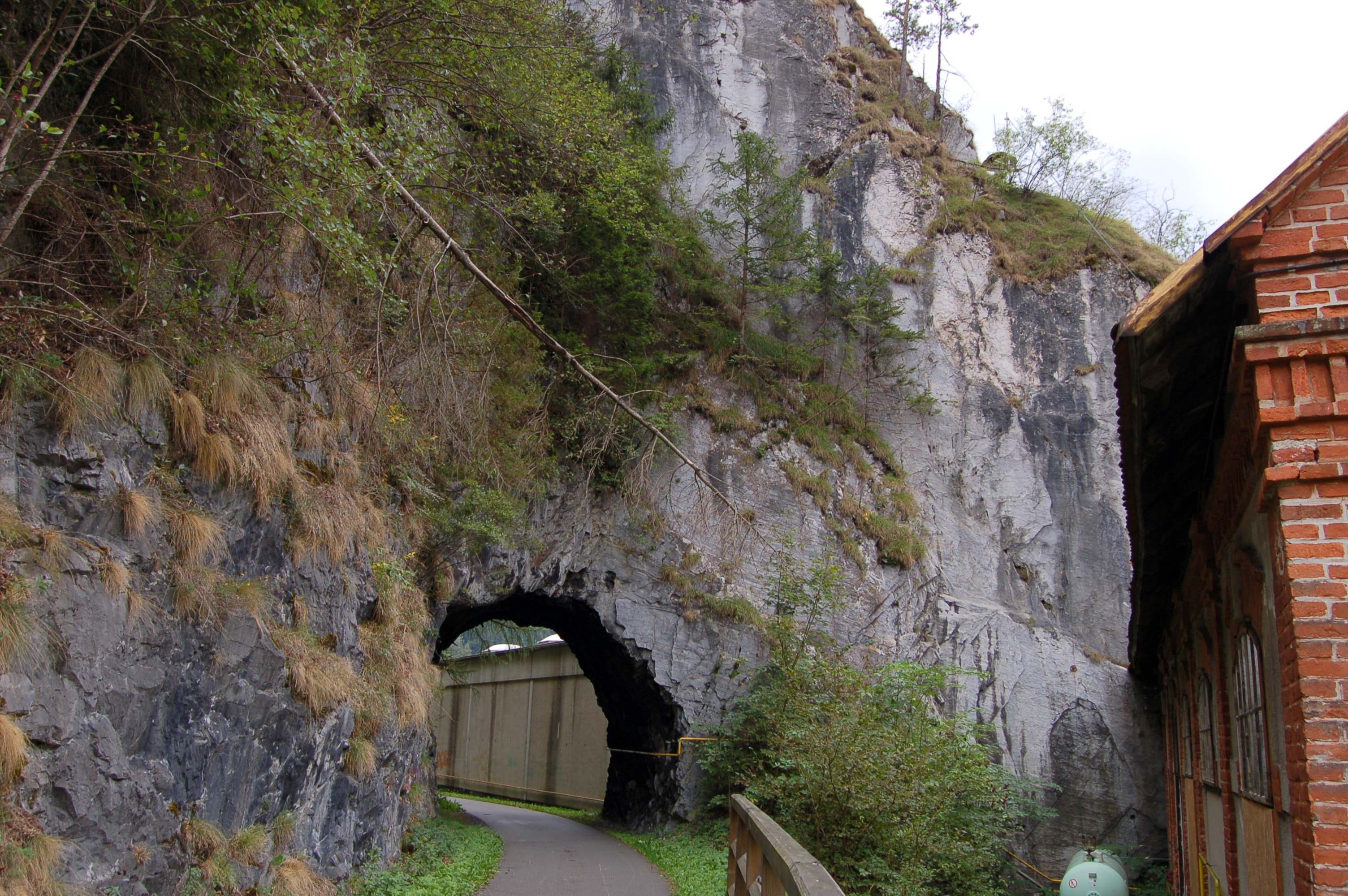
Nordportal des Thörler Tunnels nach Abtragung der Gleise (Sep. 2013)